# Tjärnberget (naturreservat, Forshaga kommun)
Tjärnberget är ett naturreservat i Forshaga kommun i Värmlands län.
Området är naturskyddat sedan 2015 och är 57 hektar stort. I reservatet finns näringsrik granskog och taiga, samt arten hällebräcka.